# Cadillac Allanté
O Cadillac Allanté é um automóvel roadster de porte grande da Cadillac entre 1987 e 1993. No período da sua fabricação, os chassis do Allanté eram transportados de Detroit para Turim de forma a receberem as carroçarias na fábrica da Pininfarina.